# Yuri Kuma Arashi
Yuri Kuma Arashi (яп. ユリ熊嵐 юри кума араси, досл. Шторм Медведя Лилии) — манга, созданная по сценарию Кунихико Икухары и нарисованная мангакой Акико Морисимой. Её выпуск начался в 2014 году в журнале Comic Birz.. Первый том вышел 21 ноября 2014 года. О выходе аниме-адаптации объявили 24 августа 2014 года, съёмками которой займётся студия Silver Link. Дата выхода аниме-адаптации прошла 5 января 2015 года.

## Сюжет

### В манге
История вращается вокруг обычной школьницы Курэхи Цубаки. На протяжении каждой ночи она видит загадочные сны связанные с Невидимым Штормом, медведями и лилиями. Также, в этих снах Курэха каждый раз видит трансформированную в медвежью принцессу Гинко Юрисиро, являющейся её одноклассницей и самой популярной девушкой в Невидимой Академии. Со временем Курэха, находясь в дружеских отношениях с Гинко, понимает что питает к необычной подруге романтические чувства.

### В аниме
За несколько лет до событий истории в космосе появился астероид Кумария (Медведия), осколки которого соприкоснулись с нашей Землёй в виде метеоритного дождя. После этого появились разумные медведи, которые начали войну против обычных людей. Каждая из сторон несла потери, лишь бы узнать какая из двух рас выйдет с поля боя живой. В конце концов, между обычными людьми и разумными медведями была построена гигантская «Стена вымирания», после чего начался период мирного сосуществования.
История вращается вокруг обычной школьницы Курэхи Цубаки. Во время её пребывания на поляне лилий вместе со своей одноклассницей и возлюбленной Сумикой Идзумино начинается вторжение медведей, которые загадочным образом смогли преодолеть «Великую стену» и начали вновь нападать на людей. Под видом двух школьниц в академию поступают две девушки, Гинко Юрисиро и Лулу Юригасаки, являющиеся на самом деле медведями-оборотнями, их цель найти и спасти Курэху, которую грозят убить остальные медведи, скрывшиеся под личинами школьниц.

## Персонажи

### Главные
Курэха Цубаки (яп. 椿輝 紅羽 Цубаки Курэха) (или Курэха Камелия)— 16-летняя ученица первого класса старшей школы Арасигаока. Цубаки ничем не выделяется среди остальных учеников. Каждую ночь ей снится сон о прозрачном шторме, с которым как-то связаны человеко-медведи.
Сэйю: Нодзоми Яманэ
Гинко Юрисиро (яп. 百合城 銀子 Юрисиро Гинко) — ученица первого класса старшей школы Арасигаока, одноклассница Курэхи. Возраст — 16 лет. Весёлая и энергичная девушка. На самом деле является человеко-медведем, но скрывает это от окружающих. Питает любовные чувства к Курэхэ.
Сэйю: Михо Аракава
Лулу Юригасаки (яп. 百合ヶ咲 るる Юригасаки Руру) — ученица Арасигаока и подруга Гинко. Так же, как и Гинко, является человеко-медведем. В прошлом была принцессой медведей, однако после трагической смерти младшего брата Мироу отправилась вместе с Гинко, чтобы минуть Стену вымирания и найти Курэху Цубаки. Влюблена в Гинко. В аниме умерла от рук Коко, чтобы спасти Гинко от смерти.
Сэйю: Ёсико Икута

### Ученики и учителя академии Арасигаока
Сумика Идзумино (яп. 泉乃 純花 Идзумино Сумика) (или Сумика Флора) — одноклассница Курэхи и её возлюбленная. Была убита Мицуко.
Сэйю: Юй Огура
Кономи Юрикава (яп. 百合川 このみ Юрикава Кономи) — одноклассница Курэхи и возлюбленная Мицуко. Является медведем. Из-за ревности пыталась убить Курэху, но её убила Мицуко пристрелив её. Позже стала киборгом-медведем и стала оружием Невидимого шторма. В конце нашла новую любовь.
Сэйю: Ами Косимидзу
Мицуко Юридзоно (яп. 百合園 蜜子 Юридзоно Мицуно) — президент класса, а также подруга Курэхи и Сумики. Является на самом деле медведем, цель которой убить Курэху. Была убита Курэхой, после того как она узнала что именно она причастна к смерти Сумики. Позже встречается с Гинко в ином мире, где временно помогает ей.
Сэйю: Аой Юки
Каору Харисима (яп. 針島 薫 Харисима Каору) — одноклассница Курэхи. Также является медведем, цель которой убить Курэху.
Сэйю: Ёко Хикаса
Юрика Хаконака (яп. 箱仲 ユリーカ Хаконака Юри:ка) — учительница академии Арасигаока и подруга Рэй. В детстве имела с ней близкие отношения, однако после рождения Курэхи, подумала что Рэйя её забыла. Была убита Коко, прежде чем она пыталась убить Курэху.
Сэйю: Кикуко Иноуэ
Рэйа Цубаки (яп. 椿輝 澪愛 Цубаки Рэйа) — учительница академии Арасигаока и мать Курэхи. Была убита Юрикой много лет назад. Перед смертью отдала амулет Юрики, Гинко, веря что она и Курэха вновь смогут встретиться.
Сэйю: Ая Эндо

### Человеко-медведи
Секси Лайф (яп. ライフ・セクシー Райфу сэкуси:, Life Sexy) — человеко-медведь и судья Judgemens, являющейся сборищем группы человеко-медведей под названием Суд разрыва, цель которых охранять Поле лилий. В манге является президентом школьного совета.
Сэйю: Дзюнъити Сувабэ
Кул Лайф (яп. ライフ・クール Райфу ку:ру, Life Cool) — человеко-медведь и прокурор Judgemens. В манге является членом школьного совета.
Сэйю: Мицуки Сайга
Бьюти Лайф (яп. ライフ・ビューティー Райфу бю:ти:, Life Beauty) — человеко-медведь и адвокат Judgemens. В манге является членом школьного совета.
Сэйю: Кадзутоми Ямамото

## История создания
23 ноября 2011 года, после показа заключительной серии Mawaru Penguindrum, Икухара сказал, что в следующий раз он постарается сделать как можно более сексуальную вещь. Некоторые журналисты сочли, что новой работе не будет предшествовать 12-летний перерыв, как это случилось ранее.
12 августа 2012 года был анонсирован запуск программы «Penguin Bear» и запуск одноименного сайта, слоган которого гласил «Всё смешается в прозрачном шторме». В тот момент было неясно, будет ли это новый проект, или второй сезон Mawaru Penguindrum. 23 марта 2013 года, на выставке посвященной Юной революционерке Утэне, был показан проморолик нового проекта, показаны некоторые концепт-арты, а также было объявлено, что новый проект будет называться «Юри Кума Араси», сайт проекта «Penguin Bear» также был изменён.
В марте 2014 начала выходить официальная манга проекта, имя которого осталось неизменным. 20 августа сайте «Penguin Bear» был вывешен пятидневный таймер отсчета. 25 августа он истек, и появилась ссылка на официальный сайт экранизации. 15 ноября на нём появилась более детализированная информация о проекте. 28 ноября официальный сайт был обновлён, на нём появился новый постер, а также добавились три новых персонажа и сэйю озвучивающие их. 8 декабря на официальном сайте появилось информация о том что аниме будет состоять из двенадцати серий, а также описание первой серии. Открывающей темой стала композиция Ano mori de matteru (яп. あの森で待ってる) в исполнении Бондзюро Сузуки, а закрывающей темой стала композиция Territory (яп. ) в исполнении Нодзоми Яманэ, Михо Аракава и Ёсико Икута. Выход первой серии аниме состоялся 5 января 2015 года.

## Манга
| № | Дата публикации   | ISBN                   |
| - | ----------------- | ---------------------- |
| 1 | 21 ноября 2014 г. | ISBN 978-4-344-83256-5 |
| 2 | 24 июля 2015 г.   | ISBN 978-4-344-83480-4 |
| 3 | 24 мая 2016 г.    | ISBN 978-4-344-83711-9 |

## Аниме-сериал

### Список серий «Yuri Kuma Arashi»
| 1 | Я не отвергну любовь «Ватаси ва суки о акирамэнай» (私はスキをあきらめない) | 05.01.2015 |
| Спустя много лет после падения астероида Кумария на Землю и построения великой Стены вымирания, преграждающая людей и медведей друг от друга, медведи смогли пробраться сквозь неё. Молодая ученица академии Арасигаока, Курэха Цубаки пытается найти свою пропавшую без вести возлюбленную Сумику Идзумино, которая бесследно исчезла во время Невидимого шторма. В это время в академию поступают две новые ученицы Гинко Юрисиро и Лулу Юригасаки, которые на самом деле являются медведями, принявших облик людей. Курэхе звонит неизвестная личность, которая знает где находиться Сумика и просит встретиться на крыше. Там на Курэху нападают двое медведей, однако её спасают Гинко и Лулу, получив одобрение от Суда Лилии. | |            |
| 2 | Я никогда тебя не прощу «Кономи га Цукитэмо Юрусанай» (このみが尽きても許さない) | 12.01.2015 |
| После долгих поисков Сумику признали мёртвой, после чего в её честь провели похороны, однако Курэха не пришла на них, отказываясь верить в смерть своей возлюбленной. К Курэхи наведываются Гинко и Лулу. Гинко пытается соблазнить Курэху, однако её неожиданно прерывает Мицуко Юридзоно, которая подозревает Гинко и Лулу в смерти Сумики, но девушкам удаётся сбежать от Мицуко. Курэхи снова звонит неизвестный, после чего она вновь идёт на крышу, где сталкивается с принявшей облик медведя, Кономи Юрикава. Гинко и Лулу вновь обращаются к Суду Лилии, чтобы спасти Курэху. Прибывшая на помощь, Мицуко убивает Кономи. Позже выясняется, что Мицуко также является медведем, и именно она убила Сумику, ставит во что бы то ни стало убить Курэху. | |            |
| 3 | Невидимая буря «То:мэй на Араси» (透明な嵐) | 19.01.2015 |
| Курэха пытается найти второго медведя, который причастен к смерти Сумики. Эрико Онияма, по решению Мицуко, объявляет Курэху самой опасной девушкой в академии. Курэхи в очередной раз звонит неизвестный. Прибыв на крышу, Курэха сталкивается один на один с Мицуко, которая признаётся что именно она убила Сумику и использовала Кономи чтобы подобраться к самой Курэхи. Гинко и Лулу в очередной раз просят помощи Суда Лилии, чтобы спасти Курэху от смерти. С помощью Гинко и Лулу, Курэха убивает Мицуко. Позже Гинко и Лулу убивают Эрико. | |            |
| 4 | Я не смогу получить поцелуй «Ватаси ва Кису га Мораэнай» (私はキスがもらえない) | 26.01.2015 |
| Воспоминания Лулу о её прошлом. Будучи принцессой медвежьего королевства, Лулу была самой любимой и единственной наследницей трона. Но позже на свет появился второй ребёнок королевской семьи и младший брат Лулу, Милин, ставший истинным наследником трона. Чтобы вернуть к себе всеобщую любовь, Лулу пытается избавиться от Милина, но безуспешно. Позже Милина находят мёртвым, он скончался от укуса пчелы, чтобы достать мёд для Лулу. Вновь став всеми любимой, Лулу осознала что потеряла самое дорогое что у неё было, её младшего брата. Ночью Лулу встречается с Гинко, которая намерена оминуть Стену вымирания, чтобы встретиться с Курэхой. Лулу решает пойти с ней, при это попросив у Суда Лилии принять человеческий облик в обмен на поцелуи, тем самым искупив свою вину. | |            |
| 5 | Ты будешь только моей «Аната о Хиторидзимэ ситай» (あなたをヒトリジメしたい) | 02.02.2015 |
| Курэха всё никак не может поверить в то что случилось между ней и Мицуко. Юрика Хаконака, подруга детства матери Курэхи, Рэйи, просит отпустить прошлое, однако Курэха не хочет забывать Сумику. Близиться день рождения Курэхи. Каору Харисима, будучи новым президентом класса с лёгкостью входит в доверие Курэхи, чтобы убить её. Гинко и Лулу в очередной раз призывают к Суду Лилии, где Гинко признаётся что хочет всегда быть с Курэхой и ради этого она готова пойти на всё, после чего Суд одобряет её решение. Узнав о планах Каору, Гинко и Лулу пытаются убить её, однако Гинко попадает в ловушку и получает тяжёлое ранение. | |            |
| 6 | Девушка луны и девушка леса «Цуки но Мусумэ то Мори но Мусумэ» (月の娘と森の娘) | 09.02.2015 |
| Воспоминания от лица Сумики, о её знакомстве с Курэхой и из них счастливых временах. Во время одной из проведённой ночи Курэха показывает Сумике книгу написанную её матерью, до того как её убили медведи, повествующая историю о девушке-луны и девушке-леса. После нападения, Гинко всё ещё находится в тяжёлом состоянии. Каору вместе с неизвестной, решают задать удар по Курэхе в день её рождения. Гинко звонят неизвестные, которые ранее звонили Курэхи, ими оказались члены Суда Лилии: Секси Лайф, Кул Лайф и Бьюти Лайф. Они предупреждают о том что Курэхи грозит опасность. В это время члены Невидимого шторма, во главе с Каору, поддают клевете Курэху, они сжигают лилии и последнее письмо Сумики, которая она написала ещё перед своей смертью. Однако неожиданно появляется Гинко и прыгая в костёр достаёт письмо. Каору сбегает, а Курэха осознала что Гинко и Лулу и есть её настоящие друзья. | |            |
| 7 | Девушка, о которой я забыла «Ватаси га Васурэта Ано Мусумэ» (私が忘れたあの娘) | 16.02.2015 |
| Воспоминания Гинко о её трудном детстве, участие в войне с людьми и её первой встречи с Курэхой. Каору убивает неизвестная, приняв облик медведя. Курэха пытается вспомнить свою подругу детства, в чём ей пытается помочь Юрика. Курэха видит картины прошлого своего детства и наконец вспоминает Гинко. | |            |
| 8 | Невеста из коробки «Хако но Ханаёмэ» (箱の花嫁) | 23.02.2015 |
| Вспомнив Гинко, Курэха тут же замечает на ней медальон когда-то принадлежавший её матери. Рассказав об этом Юрики, она пытается убедить Курэху что именно Гинко убила Рэику. Рэика вспоминает то как её приютил один богатый человек, считая что она нашла свой дом, однако её владелец предаёт её, из-за чего Юрика убивает его, понимая что самое дорогое лучше держать в ящике. Юрика впервые знакомится с Рэей и у них начинаются романтические отношения, при этом подарив ей медальон. Однако спустя годы на свет появилась Курэха, после чего Юрика начала считать что Рэей отвернулась от неё, так как она посвятила себя дочери. В конце концов чтобы утолить горе, Юрика убивает Рэйю, при этом сама Рэйя отдают медальон Гинко перед тем как их разделила Стена вымирания. На крыше Курэха пытается убить Гинко, чтобы отомстить за смерть матери, в чём её сильно убеждает Юрика. Гинко признаётся что именно она убивала девушек из Невидимого шторма, чтобы защитить саму Курэху и что она не убивала Рэйю. Курэха уже опускает ружьё, однако приходит Лулу и рассказывает правду о смерти Сумики. | |            |
| 8.5 | "Шторм Медведей Лилии" Спецвыпуск ~Сейчас, я хочу с вами встретиться! Гау Гау!~ ««Юрикума Араси» Супэсяру Бангуми ~Има Сугу, Аната ни Аитай! Гау Гау!» (「ユリ熊嵐」スペシャル番組～今すぐ、あなたに会いたい！ガウガウ！～) | 03.03.2015 |
| 9 | Будущее девушек «Ано Мусумэ-тати но Мирай» (あの娘たちの未来) | 10.03.2015 |
| Курэха стреляет в Гинко, после чего та падает вниз с крыши. Члены Невидимого шторма, во главе с Коко Оки понимают что среди них есть медведь. В это время Гинко просыпается в потустороннем мире где встречается с призраком Мицуко. Мицуко рассказывает Гинко как именно из-за неё погибла Сумика, которую убила сама Мицуко. Мицуко и Гинко объединяются чтобы вернуться в мир людей. Юрика полна решимости убить Курэху, чтобы заполнить свою пустоту от недостающей любви, однако её убивают члены Невидимого шторма, подоспев к Курэхи на помощь, когда та пыталась убить её. Перед смертью Юрика встречается с духом Рэйи и просит у неё прощения. | |            |
| 10 | Врата дружбы «Томодати но Тобира» (ともだちの扉) | 17.03.2015 |
| Коко узнаёт что именно Гинко и Лулу являются медведями. Лулу приходит к Курэхи и рассказывает ей почему Курэха не смогла вспомнить Гинко, после чего, нарушив договор данный Судом Лилии, превращается в медведя. Курэха пытается спасти Лулу, доведя её до Врат дружбы, где она вспоминает её первую встречу с Гинко. Лулу возвращается в свой мир оминув врата, а Курэху захватывают члены Невидимого шторма, застукав её с Лулу и посчитав её предателем за зговор с медведями. | |            |
| 11 | Чего мы желаем «Ватаси-тати но Нодзому кото ва» (私たちの望むことは) | 25.03.2015 |
| Гинко вспоминает о том как началась её дружба с Курэхой и о том как она стала человека, пожертвовав при этом любовью самой Курэхи. Гинко убивая членов Невидимого шторма добирается до Курэхи, при этом разделившись с призраком Мицуко. Гинко находит Курэху, однако её пытается убить Коко, но попытка не венчается успехом, так как её спасла Лулу пожертвовав собой, чтобы спасти Гинко от смерти. Лулу умирает, сказав под конец что верит что Гинко и Курэха смогут жить счастливо. | |            |
| 12 | Шторм Медведя Лилии «Юри кума араси» (ユリ熊嵐) | 30.03.2015 |
| Гинко захватывают члены Невидимого шторма и выносят ей смертный приговор. Курэха вспоминает что именно она желала сделать человеком, и призвав к помощи Суда Лилии, пожертвовала своей памятью и любви к самой Гинко. Вновь призванная к Суду, Курэха отрекается быть человеком, после чего появляется Кумирия, которая превращает её в медведя и отправляет их с Гинко в иной мир. Всё возвращается к обычному руслу. Лулу встречается со своим братом Милином, а Курэха и Гинко наконец начинают жить счастливо в любви и радости. | |            |